# گورولوک (باش‌قلعه)
گورولوک (به ترکی استانبولی: Güroluk، به کردی: Elelyan، به ارمنی: Ալալան) یک منطقهٔ مسکونی در ترکیه است که در باش‌قلعه واقع شده‌است.